# Caissargues
Caissargues é uma comuna francesa na região administrativa de Occitânia, no departamento de Gard. Estende-se por uma área de 8,02 km². Em 2010 a comuna tinha 4 169 habitantes (densidade: 519,8 hab./km²).